# Tom Meighan
Thomas Peter Meighan (* 11. ledna 1981) je anglický zpěvák a bývalý frontman rockové skupiny Kasabian. Po odchodu z kapely v roce 2020 se dal na sólovou dráhu a dál pokračuje s muzikou.

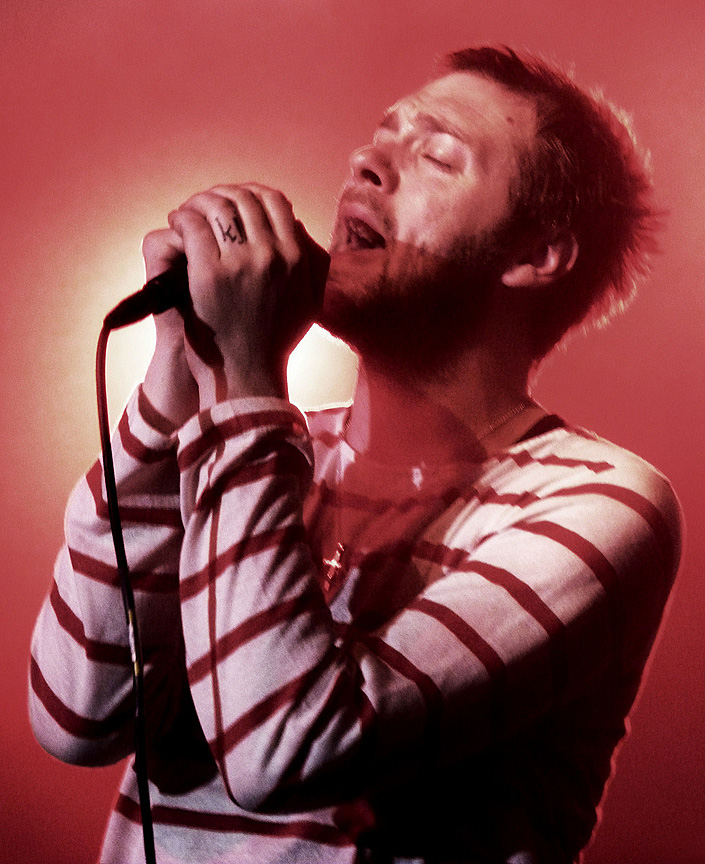
Tom Meighan v roce 2010

## Mládí
Narodil se 11. ledna 1981 v Blaby v Leicestershire, otec byl Ir a pracoval jako umývač oken a matka byla zdravotní sestrou. Navštěvoval Countesthorpe Leysland Community College. Ve škole složil zkoušky z výtvarné výchovy a anglické literatury. Nejraději měl hudbu od nahrávacího studia Motownu, jeho nejoblíbenější písničky byly od Cypress Hill.

## Kariéra
Stal se hlavním zpěvákem skupiny Kasabian při jejím založení v Leicesteru v roce 1997. Kromě zpěvu hrál během koncertů příležitostně na bicí a kytaru.
Příležitostně zpíval ve skupině Dark Horses a později v kapele doprovázející Zaka Starkeyho.
Jeho první role byla v pilotním díle sitcomu Walk Like a Panther. Již předtím kvůli kapele odmítl roli ve filmu Marie Antoinetta.
Dne 6. července 2020 bylo oznámeno, že Meighan po vzájemné dohodě odchází z kapely Kasabian kvůli osobním problémům. Následující den se přiznal k napadení své bývalé snoubenky.
V říjnu 2020 oznámil, že pracuje na sólových projektech. Následně začal opět nahrávat a vydávat písničky.
V roce 2023 vydal své první studiové album The Reckoning, na které navázal o dva roky později s albem Roadrunner.

## Obrázek v médiích
Kritizoval dopady internetu na hudební průmysl.
Podporuje řadu charitativních organizací, včetně Oxfamu, UNICEF a Teenage Cancer Trust. Hrál v benefičním představení Quadrophenia skupiny The Who v roce 2011.
Díky svému postavení módní ikony a známého fotbalového fanouška byl v roce 2010 vybrán, aby jako vůbec první zpěvák odhalil fotbalový dres značky Umbro pro anglickou fotbalovou reprezentaci. Pracoval také jako model pro značky Gio-Goi a Deadly Sins.

## Osobní život
S bývalou přítelkyní Kim Jamesovou má dceru Mimi Malone Meighanovou. Pár se rozešel v roce 2016.
Dne 7. července 2020, necelých 24 hodin po oznámení odchodu z Kasabian, se Meighan přiznal k napadení své snoubenky Vikki Ager. Soud mu nařídil odpracovat hodiny veřejně prospěšných prací.
Následující den se Meighan veřejně omluvil. Uvedl, že se potýká se závislostí na alkoholu a že mu byla diagnostikována porucha ADHD.
Poté podstoupil léčení a uvedl, že napadení bylo ojedinělý incident.
Meighan se s Vikki Agerovou oženil 13. července roku 2021, rok poté, co přiznal vinu za její napadení.

## Diskografie

### S kapelou Kasabian
- Kasabian (2004)
- Empire (2006)
- West Ryder Pauper Lunatic Asylum (2009)
- Velociraptor! (2011)
- 48:13 (2014)
- For Crying Out Loud (2017)

### Sólo alba
- The Reckoning (2023)
- Roadrunner (2025)

### Singly
- "Would You Mind" (2021)
- "Movin' On" / "Out of This World" (2022)
- "Let It Ride" / "Icarus" (2022)
- "Don't Give In" (2023)